# Phil Chenier
Philip Chenier (Berkeley, California, 30 de octubre de 1950) es un exjugador de baloncesto estadounidense que disputó 10 temporadas en la NBA, la mayoría de ellas en los Bullets. Con 1,91 metros de altura, jugaba en la posición de base. Jugó 3 All-Star Game de la NBA y fue campeón en la temporada 1977-78.

## Trayectoria deportiva

### Universidad
Jugó únicamente durante dos años con los Golden Bears de la Universidad de California. en su primera temporada se hizo un hueco en el quinteto titular del equipo, acabando el año promediando 10,3 puntos por partido. En su segunda temporada mejoró hasta los 16,3, lo que le hizo ser elegido en el mejor quinteto de la entonces denominada Pacific 8 Conference (hoy, Pac-10). En el total de su corta carrera universitaria promedió 13,3 puntos y 3,5 asistencias por partido.

### Profesional
Las reglas del Draft de la NBA de aquellos años impedían a jugadores que no hubieran acabado sus carreras universitarias incorporarse al mismo, por lo que los equipos celebraron unos meses antes del oficial una especie de draft alternativo, denominado despectivamente el draft de la penuria (en inglés, hardship draft), en el cual los Baltimore Bullets eligieron a Chenier. Y fue una elección acertada, ya que en su primera temporada disputó más de 30 minutos por partido, promediando 12,3 puntos, 3,3 rebotes y 2,5 asistencias, siendo elegido en el Mejor Quinteto de Rookies.
Se convirtió a partir de ese momento en uno de los jugadores referencia de los Bullets, jugando durante las siguientes cinco temporadas a un alto nivel, con promedios que rondaban los 20 puntos, 5 rebotes y 4 asistencias por noche. Una vez el equipo instalado en Washington D. C., en la temporada 1973-74, fue elegido para disputar el primero de los All-Star, en el que conseguiría 7 puntos y 2 rebotes, algo que se repetiría en 1975 y 1977.
En la temporada 1977-78, ya compartiendo las riendas del juego con Tom Henderson, contribuyó para que su equipo ganara las Finales de la NBA, logrando así su único anillo de campeón, en un equipo en el que destacaban jugadores como Elvin Hayes, Bob Dandridge o Mitch Kupchak
Al año siguiente solamente disputó 27 partidos debido a una lesión, y mediada la temporada 1979-80, ya en su ocaso como jugador, fue traspasado a Indiana Pacers. Nada más terminar el año fue enviado a Golden State Warriors, pero tras 9 partidos anunciaría su retirada. en el total de su carrera como profesional promedió 17,2 puntos, 3,6 rebotes y 3,0 asistencias por partido.

#### Estadísticas

##### Temporada regular
| Temporada | Edad | Equipo                | Liga | P   | TIT | MIN  | TC  | TCA  | %TC  | 3P  | 3PA | %3P  | TL  | TLA | %TL   | R.OF. | R.DEF. | REB | ASIS | ROB | TAP | PER | FP  | PTS  |
| 1971-72   | 21   | Baltimore Bullets     | NBA  | 81  |     | 30.6 | 5.0 | 12.1 | .415 |     |     |      | 2.2 | 3.0 | .737  |       |        | 3.3 | 2.5  |     |     |     | 2.4 | 12.3 |
| 1972-73   | 22   | Baltimore Bullets     | NBA  | 71  |     | 39.1 | 8.5 | 18.8 | .452 |     |     |      | 2.7 | 3.4 | .795  |       |        | 4.1 | 4.2  |     |     |     | 2.3 | 19.7 |
| 1973-74   | 23   | Capital Bullets       | NBA  | 76  |     | 38.7 | 9.2 | 21.1 | .434 |     |     |      | 3.6 | 4.4 | .820  | 1.5   | 3.6    | 5.1 | 3.1  | 2.0 | 0.9 |     | 1.8 | 21.9 |
| 1974-75   | 24   | Washington Bullets    | NBA  | 77  |     | 37.3 | 9.0 | 19.9 | .450 |     |     |      | 3.9 | 4.7 | .825  | 1.0   | 2.8    | 3.8 | 3.2  | 2.3 | 0.8 |     | 2.1 | 21.8 |
| 1975-76   | 25   | Washington Bullets    | NBA  | 80  |     | 36.9 | 8.2 | 16.9 | .483 |     |     |      | 3.5 | 4.3 | .827  | 1.1   | 3.0    | 4.0 | 3.2  | 2.0 | 0.6 |     | 2.3 | 19.9 |
| 1976-77   | 26   | Washington Bullets    | NBA  | 78  |     | 36.4 | 8.4 | 18.9 | .444 |     |     |      | 3.5 | 4.1 | .841  | 0.7   | 3.1    | 3.8 | 3.8  | 1.5 | 0.5 |     | 2.1 | 20.2 |
| 1977-78   | 27   | Washington Bullets    | NBA  | 36  |     | 26.0 | 5.6 | 12.5 | .443 |     |     |      | 3.0 | 3.8 | .790  | 0.4   | 2.4    | 2.8 | 2.0  | 1.0 | 0.3 | 1.9 | 1.5 | 14.1 |
| 1978-79   | 28   | Washington Bullets    | NBA  | 27  |     | 14.3 | 2.6 | 5.9  | .437 |     |     |      | 0.7 | 1.0 | .643  | 0.1   | 0.6    | 0.7 | 1.1  | 0.1 | 0.2 | 1.1 | 1.0 | 5.8  |
| 1979-80   | 29   | TOTAL                 | NBA  | 43  |     | 19.8 | 3.2 | 8.1  | .390 | 0.1 | 0.3 | .417 | 1.1 | 1.6 | .731  | 0.4   | 1.4    | 1.8 | 2.1  | 0.8 | 0.3 | 1.3 | 1.3 | 7.6  |
| 1979-80   | 29   | Washington Bullets    | NBA  | 20  |     | 23.5 | 4.2 | 10.7 | .393 | 0.2 | 0.3 | .500 | 1.6 | 2.1 | .756  | 0.5   | 1.7    | 2.2 | 2.1  | 0.9 | 0.3 | 1.5 | 1.3 | 10.1 |
| 1979-80   | 29   | Indiana Pacers        | NBA  | 23  |     | 16.5 | 2.3 | 5.9  | .385 | 0.1 | 0.3 | .333 | 0.8 | 1.1 | .692  | 0.4   | 1.1    | 1.5 | 2.0  | 0.7 | 0.4 | 1.1 | 1.3 | 5.4  |
| 1980-81   | 30   | Golden State Warriors | NBA  | 9   |     | 9.1  | 1.2 | 3.7  | .333 | 0.1 | 0.3 | .333 | 0.7 | 0.7 | 1.000 | 0.1   | 0.8    | 0.9 | 0.8  | 0.0 | 0.0 | 0.4 | 1.1 | 3.2  |
| Total     |      |                       | NBA  | 578 |     | 33.1 | 7.1 | 16.0 | .444 | 0.1 | 0.3 | .400 | 2.9 | 3.6 | .806  | 0.9   | 2.7    | 3.6 | 3.0  | 1.6 | 0.6 | 1.4 | 2.0 | 17.2 |

##### Playoffs
| Temp.   | Edad | Equipo             | Liga | P  | MIN  | TCA | TC  | 3PA | 3P | TLA | TL  | R.OF. | REB | ASIS | ROB | TAP | PER | FP  | PTS  | %TC  | %3P | %FT  | MIN  | PTS  | REB | AST |
| 1971-72 | 21   | Baltimore Bullets  | NBA  | 6  | 153  | 22  | 59  |     |    | 10  | 12  |       | 16  | 5    |     |     |     | 16  | 54   | .373 |     | .833 | 25.5 | 9.0  | 2.7 | 0.8 |
| 1972-73 | 22   | Baltimore Bullets  | NBA  | 5  | 211  | 43  | 85  |     |    | 3   | 4   |       | 21  | 17   |     |     |     | 13  | 89   | .506 |     | .750 | 42.2 | 17.8 | 4.2 | 3.4 |
| 1973-74 | 23   | Baltimore Bullets  | NBA  | 7  | 310  | 62  | 137 |     |    | 33  | 37  | 6     | 43  | 12   | 13  | 8   |     | 19  | 157  | .453 |     | .892 | 44.3 | 22.4 | 6.1 | 1.7 |
| 1974-75 | 24   | Washington Bullets | NBA  | 17 | 692  | 155 | 330 |     |    | 102 | 114 | 18    | 76  | 54   | 22  | 11  |     | 45  | 412  | .470 |     | .895 | 40.7 | 24.2 | 4.5 | 3.2 |
| 1975-76 | 25   | Washington Bullets | NBA  | 7  | 265  | 56  | 128 |     |    | 14  | 17  | 6     | 26  | 11   | 6   | 3   |     | 27  | 126  | .438 |     | .824 | 37.9 | 18.0 | 3.7 | 1.6 |
| 1976-77 | 26   | Washington Bullets | NBA  | 9  | 360  | 90  | 189 |     |    | 45  | 56  | 8     | 40  | 23   | 15  | 4   |     | 16  | 225  | .476 |     | .804 | 40.0 | 25.0 | 4.4 | 2.6 |
| 1978-79 | 28   | Washington Bullets | NBA  | 9  | 97   | 10  | 46  |     |    | 5   | 11  | 3     | 8   | 9    | 3   | 0   | 6   | 16  | 25   | .217 |     | .455 | 10.8 | 2.8  | 0.9 | 1.0 |
| Total   |      |                    | NBA  | 60 | 2088 | 438 | 974 |     |    | 212 | 251 | 41    | 230 | 131  | 59  | 26  | 6   | 152 | 1088 | .450 |     | .845 | 34.8 | 18.1 | 3.8 | 2.2 |